# Projeto no Deserto
Projeto no Deserto é um álbum de estúdio da banda de música cristã Voz da Verdade, lançado em 2001, sendo um de seus trabalhos mais bem-sucedidos. Dentre as faixas, destacam-se a canção título e "Pra quê?", sendo que ambas foram regravadas em outros trabalhos do grupo e de outros músicos. Recebeu registro em DVD, a versão ao vivo foi gravada no dia 12 de janeiro de 2002, no Ginásio do Ibirapuera, em São Paulo.

## Antecedentes
Em 2000, o Voz da Verdade lançou a coletânea de grandes êxitos Melhores Momentos e o álbum inédito Deus Dormiu Lá em Casa, que teve registro também em DVD. Em seguida, mantendo uma tradição anual, o grupo partiu para a gravação de outro trabalho inédito.

## Gravação
Enquanto em Deus Dormiu lá em Casa o baterista Daniel Moysés participou em apenas uma música, em Projeto no Deserto o músico assume como principal baterista com a saída de Luciano Zanirato, que estava se mudando de cidade. O repertório trouxe músicas que mais tarde seriam relevantes na discografia da banda, especialmente "Projeto no Deserto" e "Pra quê?".

## Lançamento e recepção
| Críticas profissionais | Críticas profissionais |
| Avaliações da crítica  | Avaliações da crítica  |
| Fonte                  | Avaliação              |
| ---------------------- | ---------------------- |
| Super Gospel           | [ 3 ]                  |

Projeto no Deserto foi lançado em 2001 de forma independente. Retrospectivamente, o projeto recebeu uma avaliação favorável do Super Gospel. Com cotação de 4 estrelas de 5, é defendido que o álbum "trouxe a banda mais concentrada nos arranjos de base, passagens instrumentais e mantendo o ecletismo de sua música".
Foi eleito o 93º melhor álbum dos anos 2000 pelo Super Gospel, sendo o único álbum da banda deste período no ranking.
Em setembro de 2017, o álbum foi publicado em formato digital pela MCK Digital.

## Faixas
| N.º | Título                                 | Compositor(es)                   | Vocais                      | Duração |  |
| 1.  | "Projeto no Deserto"                   | Carlos A. Moysés                 | Carlos A. Moysés            |         |  |
| 2.  | "A Espera"                             | Carlos A. Moysés                 | Elisabeth Moysés            |         |  |
| 3.  | "Palavra de Deus"                      | José Luiz Moysés                 | José Luiz Moysés            |         |  |
| 4.  | "O Verbo"                              | Carlos A. Moysés e Samuel Moysés | Lydia Moisés                |         |  |
| 5.  | "Obrigado"                             | Carlos A. Moysés e Samuel Moysés | Carlos A. Moysés            |         |  |
| 6.  | "Fiel e Verdadeiro"                    | Carlos A.Moyses e Samuel Moysés  | Liliani Moysés              |         |  |
| 7.  | "Babilônia, não é seu Lugar"           | Carlos A. Moysés                 | Carlos A. Moysés            |         |  |
| 8.  | "Pra quê?"                             | Samuel Moysés                    | Samuel Moysés               |         |  |
| 9.  | "Senhor do Universo"                   | Carlos A. Moysés e Samuel Moysés | Rita Moysés                 |         |  |
| 10. | "Coração de Pedra em Coração de Carne" | Carlos A. Moysés                 | Carlos A. Moysés            |         |  |
| 11. | "Vento Oriental"                       | Carlos A. Moysés                 | Lilian Moysés               |         |  |
| 12. | "Reggae de Jesus"                      | Carlos A. Moysés                 | Carlos A. Moysés            |         |  |
| 13. | "Pedras no Chão"                       | Carlos A. Moysés                 | Elisabeth Moysés            |         |  |
| 14. | "Descendência Santa"                   | Carlos Moysés e Samuel Moysés    | José Luiz Moysés            |         |  |
| 15. | "Sublime"                              | Carlos A. Moysés                 | Iza Moysés e Alberto Cufone |         |  |